# Yang Huo
 (septembre 2008).
Améliorez-le ou discutez des points à vérifier. 
 (septembre 2008).
Si vous disposez d'ouvrages ou d'articles de référence ou si vous connaissez des sites web de qualité traitant du thème abordé ici, merci de compléter l'article en donnant les références utiles à sa vérifiabilité et en les liant à la section « Notes et références ».
Yang Huo, aussi appelé Yang Hou, est un souverain de Lu pendant la période des Printemps et Automnes (771-256 av. J.-C.).

## Biographie
Intendant de la famille Ji qui règne alors sur Lu, il les trahit et s'empare du pouvoir. 
Juste retour des choses, puisqu'en agissant de la sorte, il rend la monnaie de sa pièce à Ji Huan le chef de la famille Ji, dont Ji Wu bisaïeul de celui-ci a fait le même sort au prince de Lu. 
À plusieurs reprises, il sollicite Confucius pour occuper une charge dans son gouvernement. Confucius ne veut même pas le voir, craignant de tomber dans un piège. Il ressemble beaucoup à Confucius physiquement, ce qui met Confucius en danger dans le bourg de Kuang puisqu'il a exercé des cruautés dans ce bourg et que les habitants, le prenant pour Yang Huo, veulent le pendre. Yang Huo veut l'appui de Confucius, afin de mettre du désordre dans le gouvernement.